# Zsanett Égerházi

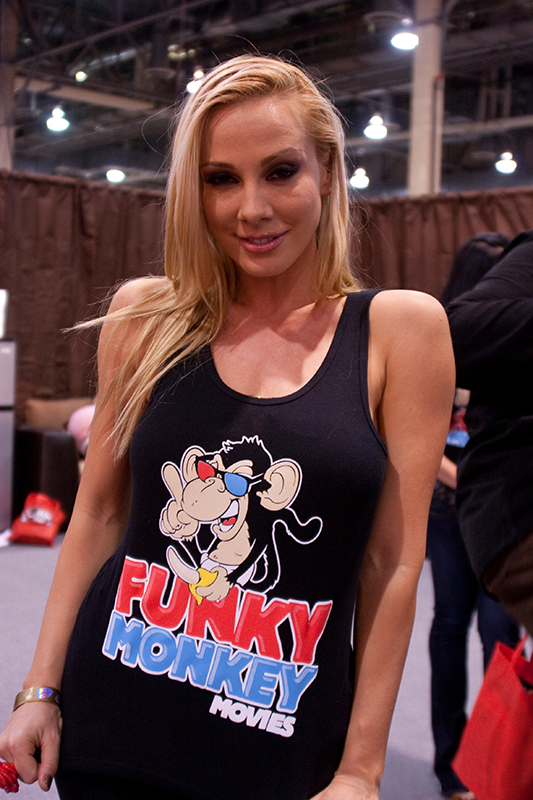
Zsanett Égerházi (Sandy) 2011

Zsanett Égerházi (* 19. Juli 1976 in Budapest, Ungarn), besser bekannt als Sandy, ist ein ungarisches Nackt-Model und Pornodarstellerin sowie Unternehmerin.

## Leben
Égerházi begann ihre Karriere 1998 und wirkte laut IAFD in über 75 Filmen mit. Sie hat 46 Websites aufgebaut mit insgesamt 2533 Models und über 10.000 Szenen. Sie vermarktet und gestaltet die Seite als Internetunternehmerin maßgeblich mit. Zu Beginn ihrer Karriere trat sie auch unter dem Namen Vega Vixen auf. Weitere Aliase sind Zsanett, Courtney, Sara, Liza, Sandy Fantasy und Sandy E.
Auch als Model war sie in Zeitschriften zu sehen, unter anderen in internationalen Ausgaben von FHM, GQ, Hustler, Club Magazine, Leg World, Mayfair, Men Only und Penthouse. Außerdem war sie in der ungarischen Ausgabe des Playboy zu sehen. Auch mit Suze Randall und Earl Miller hat sie schon zusammengearbeitet.
Im Juni 2006 ließ sie sich die Brüste vergrößern.
Sie hat zahlreiche Szenen bei 21Sextury (insgesamt 372 Szenen im Netzwerk) und Private. Einige Filme tragen ihren Namen (Sandy’s Girls 1–5), Bubblegirls: Sandy Plays Alone und Sandy: Pornochic 5). Sie wirkte in vier Teilen der Russian-Institute-Serie mit. Sie hatte lesbische Szenen mit vielen namhaften Stars, unter anderen der mehrmaligen AVN-Award-Gewinnerin Tori Black.

## Filmografie (Auswahl)
- 1998/99: Sandy’s Holiday Sex Fantasies 1 & 2
- 2000: No Man’s Land 30
- 2004–2006: Sandy’s Girls 1, 2, 3 & 5
- 2004: Return of Sandy
- 2005: Russian Institute Vol. 3–6
- 2005: My Dear Sandy
- 2005: Pornochic 5: Sandy
- 2006/07: Sandy’s Club 1–3
- 2006: Sandy Agent Provocateur
- 2007: Sandy Babe Abroad 2
- 2009: Private Gold 103: Orgy at the Villa
- 2010: Sex Tapes with Sandy & Anita Pearl